# Eric Johansson (handbollsspelare)
Eric Oscar Johansson, född 28 juni 2000 i Eskilstuna, är en svensk handbollsspelare (vänsternia). Han spelar sedan 2022 för tyska THW Kiel och debuterade 2021 för Sveriges landslag.

## Klubbkarriär
Johansson spelade i sin hemstad för Eskilstuna Guif fram till 2021, då han flyttade till norska Elverum Håndball. Sista säsongen i Guif kom han tvåa i skytteligan. De två sista säsongerna i Handbollsligan stod han för 176 mål + 64 assist 2019–2020 och 176 mål och 94 assist 2020–2021.
Sedan 2022 spelar han för tyska THW Kiel.

## Landslagskarriär
Eric Johansson har spelat för de svenska ungdomslandslagen, och bland annat varit med och tagit guld i U18-EM 2018. Han fick inte spela så många ungdomslandskamper då mästerskapen ställdes in på grund av Covid-19.
Den 4 november 2021 debuterade han i A-landslaget, i en vänskapsmatch mot Polen. Johansson stod för tre mål i debuten. Han mästerskapsdebuterade i EM 2022 med att vinna EM-guld. Under mästerskapet testade han positivt för Covid-19 och missade därför slutspelet.

## Meriter

### Med klubblag
- Norska cupen 2021 med Elverum Håndball
- Seriesegrare Norska ligan 2022 med Elverum Håndball
- Slutspelssegrare Norska ligan 2022 med Elverum Håndball
- Tysk Supercupmästare 2022 och 2023 med THW Kiel
- Tysk mästare 2023 med THW Kiel
- i EHF Champions League 2024 med THW Kiel